# شهرک سلمان فارسی (شوش)
شهرک سلمان فارسی (شوش)، روستایی از توابع بخش مرکزی شهرستان شوش در استان خوزستان ایران است.

## جمعیت
این روستا در دهستان حسین‌آباد (شوش) قرار دارد و براساس سرشماری مرکز آمار ایران در سال ۱۳۸۵، جمعیت آن ۶٬۴۱۸ نفر (۱٬۲۹۴خانوار) بوده‌است.